# Budda Purnima
Budda Purnima, Posąg Buddy w Hajdarabadzie, (hindi हैदराबाद की बुद्ध प्रतिमा) – monolityczny pomnik w formie statuy ku czci Buddy Księżycowego Światła (Purnima). Znajduje się w centrum Hajdarabadu, w stanie Telangana, w Indiach. Jest to obecnie najwyższy na świecie posąg-monolit Buddy, wykonany z jednego bloku skalnego. 
Wznosi się na niewielkiej wyspie na jeziorze Hussain Sagar, ma wysokość 22 metry i waży ponad 450 ton, wykuty jest z białego granitu i ustawiony na betonowym postumencie. Wyrzeźbienie posągu przez 200 rzeźbiarzy trwało od 1985 do 1988 r. W 1990 r. podczas transportu posąg zatonął w jeziorze. Został wydobyty i ustawiony na postumencie w 1992 r. W 2006 r. posąg był pobłogosławiony przez XIV Dalajlamę.